# Jan Čeřovský (archivář)
Jan Čeřovský (6. dubna 1913 Žižkov – 17. října 1980 Praha) byl český archivář a historik, ve 30. a 40. letech 20. století úzce spojený s benediktinským klášterem v Břevnově. V souvislosti s tím byl v letech 1950 až 1952 vězněn, pak pracoval jako dělník. Ke své profesi se mohl vrátit až v roce 1967 a působil potom v Pražském středisku státní památkové péče a ochrany přírody.

## Život
Narodil se na Žižkově, který se stal částí Velké Prahy až v roce 1922. Jeho otec Vincenc/Čeněk Čeřovský (1875–1941) pocházel z Bukoviny u Pecky, absolvoval strojní průmyslovou školu a jako dílovedoucí Československých státních drah v roce 1919 řídil ve francouzském Is-sur-Tille opravu lokomotiv odkoupených pro Československo z válečné kořisti USA a organizoval jejich transport do republiky.
Jan v roce 1932 maturoval na Arcibiskupském gymnáziu v Praze, kde byli jeho spolužáky např. pozdější emauzský opat Maurus Alois Verzich, teolog Josef Zvěřina, biskup Jan Lebeda nebo heraldik Zdeněk Maria Zenger. Po maturitě vstoupil Jan do benediktinského noviciátu v Břevnovském klášteře a přijal řádové jméno Augustin z Canterbury. V klášteře se věnoval studiu filozofie a teologie (teologická fakulta Univerzity Karlovy, Institut Anselmianum v Římě) a spřátelil se zejména s Janem Anastázem Opaskem. Po uzavření vysokých škol působil v Břevnovském klášteře jako knihovník a archivář a významně přispěl k zabezpečení některých cenných písemností před protektorátními úředníky v Břevnově i v Broumovském klášteře. V letech 1941 až 1943 absolvoval Státní archivní školu v Praze. Nepřijal žádné vyšší svěcení, v roce 1943 z řádu vystoupil a stal se civilním zaměstnancem v archivu na Ministerstvu vnitra. V roce 1944 se oženil s Věrou Vonešovou (1920–2005).
V archivu Ministerstva vnitra nějakou dobu pracoval ještě po válce, kdy zároveň začal studovat historii na Karlově univerzitě. V roce 1948 se do Břevnovského kláštera vrátil, tentokrát ale jako civilní zaměstnanec – archivář. V roce 1949 se podílel na založení muzea v Polici nad Metují.
V lednu 1950 byl zatčen, jeho jméno pak padlo při výslechu Jana Opaska v procesu s Miladou Horákovou a jeho zmanipulovaná výpověď byla použita i jako svědectví proti Opaskovi v procesu „proti vatikánským agentům – biskup Zela a společníci“. On sám byl v procesu s „Václavem Páchou a spol." odsouzen za velezradu. Prošel pak věznicemi na Pankráci v Praze, ve Valdicích a ve Svatém Janu pod Skalou. V srpnu 1952 byl podmíněně propuštěn a musel nastoupit jako pomocný dělník do Spojených oceláren národního podniku Kladno. Od roku 1955 pracoval jako skladník ve Spofě (později národní podnik Léčiva).
V roce 1967 se mu podařilo získat místo vedoucího oddělení dokumentace v Pražském středisku státní památkové péče a ochrany přírody (předchůdci pražského územního odborného pracoviště Národního památkového ústavu), kde pracoval především na interní evidenci – soupisech pražských kulturních památek. Při zaměstnání znovu zahájil a v roce 1972 dokončil studium historie na Filosofické fakultě Univerzity Karlovy (diplomová práce: Z osudů pražských Dientzenhoferů).
Už v době svého působení v Břevnově se seznámil a později udržoval přátelský vztah s mnoha osobnostmi české kultury, jak se spisovateli z katolického prostředí i s umělci, kteří pro klášter v Břevnově tvořili (např. s Janem Čepem, Janem Zahradníčkem, Františkem Hrubínem, Miroslavem Venhodou, Josefem Sudkem, Janem Sokolem nebo Františkem Tichým). Blízkým přítelem byl Emanuel Frynta.
Své rehabilitace v roce 1990 ani obnovy Břevnovského kláštera se už nedožil.